# Lü Dongbin
Lü Dongbin (c.t. : 呂洞賓 ; c.s. : 吕洞宾) ou Lu Tong-pin est un alchimiste taoïste semi-légendaire et divinisé de la dynastie Tang, personnage important du courant Jindan et de l’alchimie interne (courant Zhonglü 鍾呂內丹派). Il est considéré par l’école Quanzhen comme l’un de ses Cinq ancêtres du Nord (北五祖). C’est également le plus connu des huit immortels, chef du groupe en alternance avec Zhongli Quan dont il serait un disciple. Le folklore populaire fait quelquefois de He Xiangu sa disciple et imagine une intrigue romantique entre les deux personnages.
Jeune et célibataire, il aurait abandonné un poste de fonctionnaire pour une vie d’ermite. Devenu disciple de Zhongli Quan, il se sépara de son maître une fois son apprentissage terminé et resta sur la terre au lieu de profiter avec lui des plaisirs des cieux. Sa riche légende le présente comme compatissant, très sage et très puissant, mais aussi parfois comme excentrique, épris du vin et des femmes.
Il existe en Chine plusieurs temples dont il est la divinité principale et il est connu sous différents noms divins ; son anniversaire est fêté le 14 du 4e mois lunaire ou le 4 du 1er mois.
Suivant le succès des courants Neidan puis Quanzhen auprès des empereurs Song, Jin et Yuan, il reçut des titres divins de Huizong et Kubilai Khan.
Il est représenté vêtu en fonctionnaire, portant une épée qui peut écarter le mal et détruire les passions mauvaises, et parfois un chasse-mouche, insigne des religieux.

## Éléments biographiques

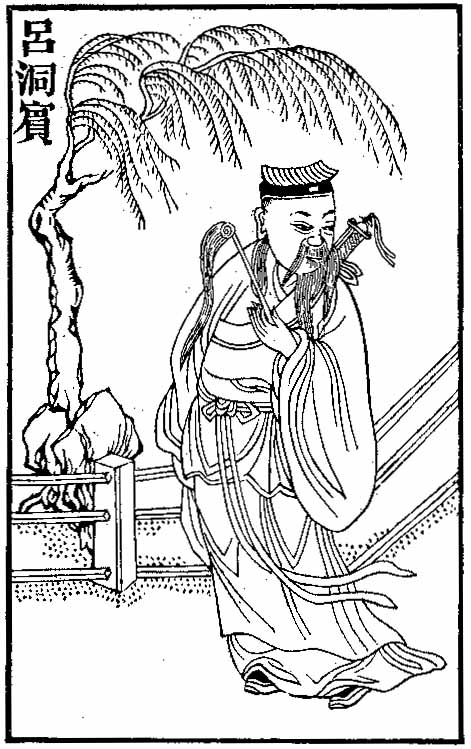
Représentation de Lü Dongbin

La plupart des sources lui donnent comme prénom Yan (巖, 岩 ou 喦), et comme nom religieux Chunyangzi (純陽子), « Maître du yang pur ». Il serait né en 796 sous l’empereur Dezong (德宗) des Tang à Yongle (永樂鎮), actuel xian de Ruicheng au Shanxi, ou vers la fin de la dynastie (IXe siècle) dans le district de la capitale (Jingzhao 京兆), Chang'an au Shaanxi ; l’Histoire des Song (宋史) en fait une connaissance de Chen Tuan (陳摶) (872-989), créateur du premier taijitu, ce qui serait compatible avec la seconde hypothèse. Selon la première version, plus courante, il aurait réussi le concours mandarinal en 825, mais aurait décidé rapidement d’abandonner son poste pour se retirer dans les monts Zhongnan (終南山) près de Changan – comme le fera plus tard Wang Chongyang. C’est lors d’une excursion à la capitale qu’il aurait rencontré Zhongli Quan qui lui aurait remis ses secrets alchimiques après lui avoir imposé dix épreuves. Certaines sources le font aussi rencontrer l’immortel du Dragon de feu (火龍真人), un autre taoïste légendaire de l’époque.

## Légende
Lü Dongbin est depuis les Song du Nord au centre d’un riche folklore propagé par les courants taoïstes et la littérature populaire écrite et orale.

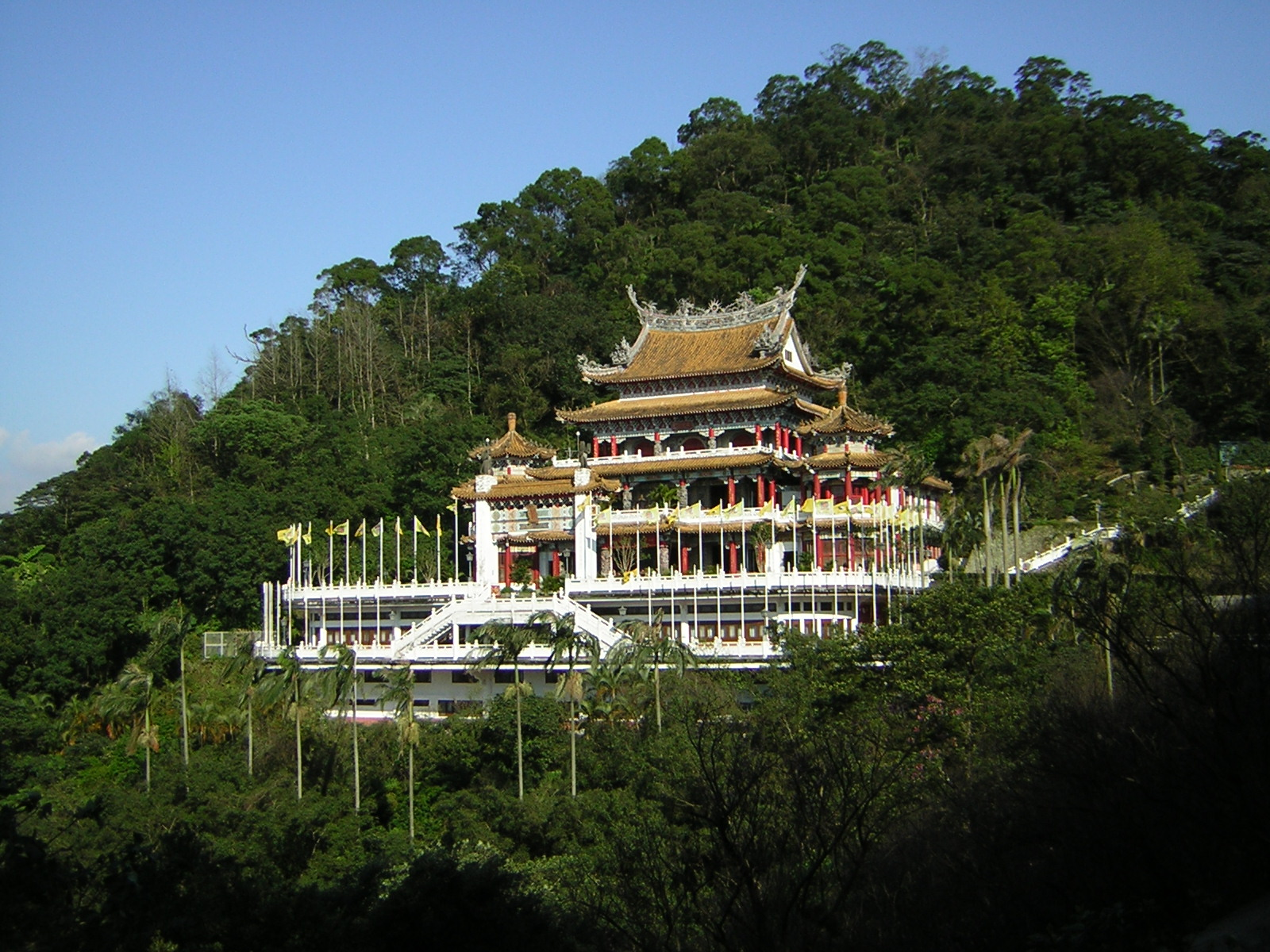
Temple Chi-nan (指南宮) de Mu-cha, Taïwan, consacré à Lü Dongbin

La plupart des légendes insistent sur sa compassion et son sens social autant que sur son savoir-faire alchimique et ses dons d’immortel, témoignant de l’esprit du taoïsme post-Tang qui revendique ouvertement, au nom de la communauté fondamentale des « Trois enseignements », certains idéaux issus du bouddhisme ou du confucianisme. Ainsi, il renonce à suivre Zhongli Quan dans les terres d’immortalité pour se consacrer à sauver tous les êtres en ce bas-monde, ce qui est un décalque du vœu de bodhisattva. Dans la même veine, il renonce à une technique permettant de transformer pour 500 ans un vil métal en or, par crainte de léser celui qui serait son propriétaire au moment de l’échéance fatidique. L’expression « Le chien qui mord Lü Dongbin » évoque une personne incapable de reconnaître une bonne intention.

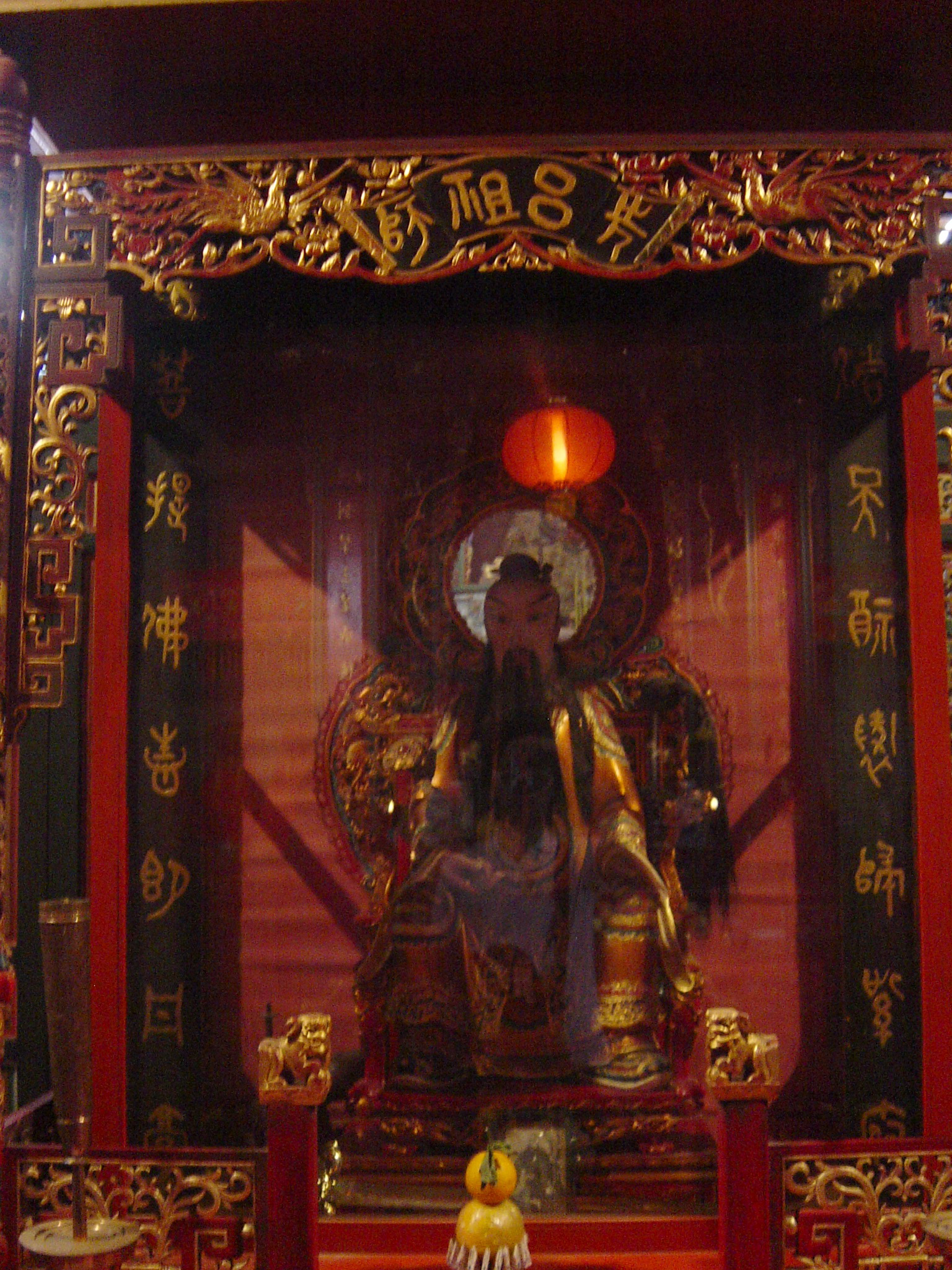
Statue de Lü Dongbin dans le temple de Pak Tai, Wan Chai

Un autre courant du folklore populaire aime par contre en faire un héros anti-conformiste, excentrique, astucieux, buveur et coureur, ce qui ne diminue d'ailleurs en rien son prestige aux yeux des fidèles. Une tradition de certaines régions comme Taïwan veut que les couples évitent de se présenter ensemble devant lui car il essaierait de les séparer ; certains prétendent qu’il agit par dépit en raison de son échec auprès de He Xiangu. Le clergé taoïste, pour sa part, dément le bien-fondé de cette croyance.
Il est devenu dans le théâtre de Ma Zhiyuan des Yuan le héros du Rêve du millet jaune (黃粱夢 Huangliangmeng). Il s'y endort dans une auberge près de la capitale alors qu’on met à cuire du millet, et voit en rêve dix-huit ans d’existence : il devient fonctionnaire, obtient les honneurs et une famille heureuse, pour finalement tout perdre. Lorsqu’il se réveille, le millet est juste cuit et il comprend que son rêve est une illusion suscitée par Zhongli Quan. Il décide de le suivre et de devenir ermite.
La littérature populaire des Ming et des Qing voit parfois en lui une incarnation de l’immortel Donghua (東華帝君) ; L’encyclopédie des immortels (歷代神仙通鑒) en fait une incarnation de Huangtan (皇覃氏), personnage mythique de l’antiquité.

## Textes
De nombreux poèmes de l’Intégrale de la poésie Tang (全唐詩 Quantangshi) portent son nom, ainsi que des textes taoïstes rassemblés avec les anecdotes le concernant dans la Monographie du patriarche Lü (呂祖志 Lüzuzhi) du canon taoïste. L’Histoire des Song lui attribue l’ouvrage alchimique Jiuzhen yushu (九真玉書) et Richard Wilhelm voit en lui le fondateur du courant jindan et la source principale de La Fleur d’or de la grande Unité (太一金華宗旨 Taiyi jinhua zongzhi).